# Eunidia griseitarsis
Eunidia griseitarsis là một loài bọ cánh cứng trong họ Cerambycidae.